# Émilie Tronche
Émilie Tronche est une réalisatrice, scénariste et animatrice française, née le 28 mai 1996 à Paris. Elle a notamment signé la série Samuel sur Arte.

## Biographie
Le père d'Émilie Tronche travaille dans la finance.

### Formation
Après son bac, Émilie Tronche intègre l'école d'art et d'animation de l'Atelier de Sèvres en 2014 avant de poursuivre une formation en animation à l’École des métiers du cinéma d'animation d'Angoulême de 2015 à 2019. Elle y réalise notamment le court métrage de fin d'études Tour de main.

### Premiers courts métrages
À la sortie de l'école, elle participe à la collection de courts métrages intitulée En sortant de l'école, qui donne l'occasion à des jeunes sortis d'écoles d'animation de réaliser leur premier court métrage professionnel s'inspirant d'un poème de leur choix (chaque année, une nouvelle collection est dédiée à un auteur spécifique). Ainsi elle réalise son premier court métrage en conditions réelles de production en 2020, en adaptant le poème Promenade sentimentale de Paul Verlaine.
Après 5 mois de production sur ce court métrage au studio L'Incroyable Studio à Nantes, elle termine son film en avance sur son planning. Elle en profite en utilisant l'équipement du studio afin de réaliser un court métrage plus léger, en 5 jours. Ainsi naît un premier film mettant en scène le personnage de Samuel, un enfant de 10 ans qui raconte des moments de vie à la première personne en rédigeant son journal intime. Elle met en ligne ce petit film en juin 2020, sur Instagram et Facebook, et le fait suivre de 3 autres épisodes qu'elle réalise toujours toute seule.

### Samuel
Quand il découvre ce premier court métrage sur internet, le producteur Damien Megherbi propose à Émilie Tronche de développer les aventures du personnage de Samuel pour une série en ligne. C'est ainsi que naît la série Samuel diffusée par la chaîne Arte sur son site arte.tv à partir du 8 mars 2024 et également sur ses comptes TikTok et Instagram. Avec plus de 25 millions de vues cumulées en deux mois de diffusion, la série s'impose comme un succès critique et public et un phénomène générationnel qui voit notamment des adolescents et jeunes adultes se filmer sur TikTok en train d'interpréter des passages de la série en playback.
En mai 2024, en marge du 77e festival de Cannes, Émilie Tronche et son producteur se voient décerner le prix Pierre-Chevalier.
En avril 2025, il est annoncé qu'Arte Éditions et Casterman éditeront le roman graphique, Le journal de Samuel, réalisé par Émilie Tronche, prévu pour le 21 mai 2025.

## Mode de travail
Le travail d’Émilie Tronche se caractérise par un fort intérêt pour l'animation des corps, et pour les scènes de danse en particulier. Expliquant avoir voulu « être chorégraphe quand [elle avait] l’âge de Samuel », elle porte une attention particulière aux mouvements et aux attitudes, au point de se filmer elle-même comme référence pour le dessin du storyboard de ses films.

## Filmographie

### En tant que réalisatrice

#### Courts métrages
- 2019 : Tour de main
- 2020 : Promenades sentimentales

#### Séries télévisées
- 2024 : Samuel

### En tant que scénariste

#### Séries télévisées
- 2024 : Samuel

#### Longs métrages
- 2026 : Incroyable ! de Benjamin Massoubre, d'après la bande dessinée de Vincent Zabus et Hippolyte (également animatrice)[12]

### En tant qu'actrice

#### Longs métrages
- 2021 : The French Dispatch de Wes Anderson : étudiante/doublure Léa Seydoux[13]

## Doublage

### Séries télévisées
- 2024 : Samuel d'elle-même : Samuel et tous les autres personnages de la série

### Roman graphique
- Émilie Tronche, Le journal de Samuel, Arte Éditions et Casterman, 2025, 320 p.

## Distinctions
- Bourse Lagardère 2021 « Auteur de film d’animation » pour la série Samuel[14]
- Prix Pierre Chevalier 2024 pour la série Samuel[8]
- Prix de la personnalité de l'année 2024 d'Écran Total[1]
- Prix Blink Blank 2024 décerné par Blink Blank, la revue du film d'animation.